# Agonopterix hypericella
Agonopterix hypericella is een vlinder uit de familie grasmineermotten (Elachistidae). De wetenschappelijke naam is voor het eerst geldig gepubliceerd in 1817 door Hübner.
De soort komt voor in Europa.